# 고성 이방 박영장 불망비
고성 이방 박영장 불망비(固城 吏房 朴霙長 不忘碑)는 대한민국 경상남도 고성군 고성읍에 있는 조선시대의 비석이다. 2014년 1월 2일 경상남도의 유형문화재 제544호로 지정되었다.
이 비석은 이방 박영장(1624 - ?)에 대한 고마움을 잊지 않기 위해 주민들이 세운 불망비로 파손되어 매몰되어 있는 것을 1855년에 후손들이 다시 세운 것이다. 전국적으로 아전에 대한 불망비는 매우 희귀한 사례이다.

## 참고 자료
- 고성 이방 박영장 불망비 - 국가유산청 국가유산포털